# Amtsgericht Lenzen
Das Amtsgericht Lenzen war ein preußisches Amtsgericht mit Sitz in Lenzen (Elbe) in der Provinz Brandenburg.

## Geschichte
Ab 1849 bestand das Kreisgericht Perleberg mit einer Zweigstelle (Gerichtskommission) in Lenzen. Übergeordnet war das Appellationsgericht Frankfurt a. d. Oder. Im Rahmen der Reichsjustizgesetze wurden diese Gerichte aufgehoben und reichsweit einheitlich Oberlandes-, Land- und Amtsgerichte gebildet. Das königlich preußische Amtsgericht Lenzen wurde mit Wirkung zum 1. Oktober 1879 als eines von 15 Amtsgerichten im Bezirk des Landgerichtes Neuruppin im Bezirk des Kammergerichtes gebildet. Der Sitz des Gerichtes war die Stadt Lenzen. Sein Gerichtsbezirk umfasste aus dem Landkreis Westprignitz den Stadtbezirk Lenzen und die Amtsbezirke Birkholz, Bochin, Eldenburg, Gadow, und Lenzerwische, den Amtsbezirk Boberow ohne den Gemeindebezirk und Gutsbezirk Mankmuß, den Amtsbezirk Lanz ohne den zum Amtsgericht Wittenberge gehörenden Teil und der Gemeindebezirk Milow und der Gutsbezirk Zapel aus dem Amtsbezirk Pinnow. Am Gericht bestand 1880 eine Richterstelle. Das Amtsgericht war damit ein kleines Amtsgericht im Landgerichtsbezirk.
Am 1. Juli 1951 wurde das Amtsgericht Lenzen aufgehoben. Sein Gerichtssprengel wurde dem Amtsgericht Wittenberge zugeordnet. Im Jahre 1952 wurden in der DDR die Amtsgerichte abgeschafft und stattdessen Kreisgerichte gebildet. Lenzen kam zum Kreis Ludwigslust im Bezirk Schwerin, zuständiges Gericht war damit das Kreisgericht Ludwigslust. Das Amtsgericht Lenzen blieb aufgehoben und wurde auch nach dem Zusammenbruch der DDR nicht neu gebildet.